# Pokrovske
Pokrovske (en ukrainien : Покровське) ou Pokrovskoïe (en russe : Покровское) est une commune urbaine de l'oblast de Dnipropetrovsk, en Ukraine, et le centre administratif du raïon de Pokrovske. Sa population s'élevait à 8 900 habitants en 2024.

## Géographie
Pokrovske est arrosée par la rivière Vovtcha, un sous-affluent du Dniepr. Elle est située à 87 km à l'est de Zaporijjia, à 101 km au sud-est de Dnipro, à 118 km à l'ouest de Donetsk et à 497 km au sud-est de Kiev.

## Histoire
L'origine de Pokrovske remonte au XVIIIe siècle : elle fut d'abord un centre administratif des Cosaques zaporogues, mentionné pour la première fois en 1779. Le village de Pokrovske accéda au statut de commune urbaine depuis 1957.

## Population
Recensements (*) ou estimations de la population :
| 1959* | 1970* | 1979*  | 1989*  | 2001*  |
| ----- | ----- | ------ | ------ | ------ |
| 9 770 | 8 600 | 10 169 | 12 080 | 11 661 |

| 2009   | 2010   | 2011   | 2012   | 2013   |
| ------ | ------ | ------ | ------ | ------ |
| 10 556 | 10 515 | 10 457 | 10 343 | 10 264 |

| 2022  | 2024  | - | - | - |
| ----- | ----- | - | - | - |
| 9 489 | 8 900 | - | - | - |